# Zabré
Zabré est une commune située dans le département de Zabré, dont elle est le chef-lieu, de la province de Boulgou dans la région du Centre-Est au Burkina Faso.

## Personnalités
- Hawa Boussim, chanteuse née et vivant dans la région de Zabré, s'exprimant en langue bissa.